# Fernandes Pinheiro
Fernandes Pinheiro är en kommun i Brasilien.   Den ligger i delstaten Paraná, i den södra delen av landet, 1 100 km söder om huvudstaden Brasília. Antalet invånare är 5 932.
I omgivningarna runt Fernandes Pinheiro växer i huvudsak städsegrön lövskog. Runt Fernandes Pinheiro är det glesbefolkat, med 14 invånare per kvadratkilometer.